# Under the Radar Vol. 3
Under the Radar Vol. 3 è una raccolta del cantante inglese Robbie Williams, pubblicata il 14 febbraio 2019.

## Descrizione
La raccolta è reperibile dal sito ufficiale del cantante ed è la terza raccolta di B-Sides che segue la seconda del 2017 Under the Radar Vol. 2 e la prima del 2014, Under the Radar Vol. 1.

## Tracce
1. The Impossible – 4:34
2. Gold – 3:57
3. Dirty Rotten – 3:35
4. Good People – 4:30
5. Indestructible – 4:06
6. Indestructible (Project Money Remix) – 3:11
7. No F**ks – 3:34
8. Underkill – 3:35
9. Bye Bye – 3:38
10. Reality Killed the Video Star – 3:30
11. I Just Want People to Like Me – 3:14
12. Hunting for You (Acoustic) – 3:33
13. Into the Silence (Ambient Mix) – 4:12
14. The National Anthem of Robbie – 2:40

Tracce edizione super deluxe
1. Home Again – 3:47
2. Gold (Alternative Version) – 3:36